# Coccidaphycus nigricans
Coccidaphycus nigricans är en stekelart som beskrevs av Blanchard 1940. Coccidaphycus nigricans ingår i släktet Coccidaphycus och familjen sköldlussteklar. Inga underarter finns listade i Catalogue of Life.